# Talaromyces marneffei
Talaromyces marneffei (anteriormente Penicillium marneffei) es una especie de hongo ascomiceto dimórfico que puede producir peniciliosis en humanos inmunodeprimidos.

## Cultivo
Crece en medios medios comunes y, al ser dimórfico, la morfología de las colonias es diferente dependiendo de la temperatura. A 37 °C en agar sangre o medios sintéticos es levaduriforme, mientras que a temperatura ambiente en agar glucosa-peptona o agar infusión cerebro-corazón forma una colonia blanquecina que con el tiempo pasa a verde y en su reverso es roja o color café. Produce un pigmento rojo soluble que difunde en el medio de cultivo.